# GAZ-51
GAZ-51は、GAZによって製造されたトラックである。最初期のモデルは第二次世界大戦の終結前に製造された､スチュードベーカーUS6の影響を受けている。量産は1946年に始まり､1975年の生産終了までに､全ての派生型を含め､計348万台以上が生産された。

## バリエーション
GAZ-51
標準生産型。1946年から1955年にかけて生産された。
GAZ-51U
GAZ-51をベースにした温帯用輸出型。1949年から1955年にかけて生産された｡
GAZ-51A
GAZ-51の改良型。1955年から1975年にかけて生産された。
GAZ-51W
GAZ-51Aをベースにした輸出型。1956年から1975年にかけて生産された。
GAZ-51B
多種燃料駆動型。1949年から生産された｡
GAZ-51C
農業用。1956年から1975年にかけて生産された｡
GAZ-51F
実験的成層燃焼型エンジン搭載型のGAZ-51｡
GAZ-51K
救急車型。
GAZ-51I
キャブシャーシ型｡1956年から1975年にかけて生産された｡
GAZ-51M
PMG-12消防車の車体。1949年から1953年にかけて生産された｡
GAZ-51N
増加燃料タンクとGAZ-51の車体を用いたGAZ-63A｡1948年から1975年にかけて生産された｡
GAZ-51NU
GAZ-51Nをベースにした温帯用輸出型。1949年から1975年にかけて生産された｡
GAZ-51P
トレーラートラクター型。1956年から1975年にかけて生産された｡
GAZ-51Zh
LPG搭載型。1954年から1975年にかけて生産された｡
GAZ-63
4×4型。1948年から1968年にかけて生産された｡
GAZ-93
ダンプトラック型。1951年から1958年にかけて生産された｡
GAZ-93A
GAZ-93の改良型。1958年から1975年にかけて生産された｡
GAZ-93B
GAZ-93Aをベースにした輸出型。
GAZ-651
バス型。1949年から1973年にかけて生産された｡

## 生産地
ソ連国内でのGAZ-51の生産拠点は､主にイルクーツクとオデッサの二カ所だった｡また､ポーランドではルブリン､北朝鮮では勝利自動車工場でそれぞれ生産された｡